# Frédéric-Fontaine
Frédéric-Fontaine ist eine französische Gemeinde mit 273 Einwohnern (Stand: 1. Januar 2022) im Département Haute-Saône in der Region Bourgogne-Franche-Comté. Sie gehört zum Arrondissement Lure und ist Mitglied im Gemeindeverband Communauté de communes Rahin et Chérimont. Die Einwohner werden Frasnois und Frasnoises genannt.

## Geographie
Frédéric-Fontaine liegt auf einer Höhe von 390 Metern über dem Meeresspiegel, 5 Kilometer südlich von Ronchamp und etwa 18 Kilometer westlich der Stadt Belfort (Luftlinie). Das Dorf erstreckt sich im östlichen Teil des Départements, an aussichtsreicher Lage in einer Rodungsinsel auf der Westabdachung des Chérimont, über der Ebene von Lure.
Die Fläche des 3,48 Quadratkilometer großen Gemeindegebiets umfasst einen Abschnitt in der gewellten Landschaft der südwestlichen Ausläufer der Vogesen. Der zentrale Teil des Gebietes wird von einem sanft nach Westen geneigten Hang eingenommen, der überwiegend landwirtschaftlich genutzt wird. Er wird durch den Dorfbach, der an mehreren Orten zu Fischteichen aufgestaut wird, zur Clairegoutte entwässert. Nach Osten erstreckt sich das Gemeindeareal in das bewaldete Gebiet im Bereich des Taleinschnitts des Ruisseau des Battants, der zum Einzugsgebiet des Rognon gehört. Mit 498 Meter wird am Südabhang des Chérimont die höchste Erhebung von Frédéric-Fontaine erreicht. In geologisch-tektonischer Hinsicht besteht das Gelände aus Buntsandstein der unteren Trias. Im Tal des Ruisseau des Battants treten auch permische Schichten zutage.
Nachbargemeinden von Frédéric-Fontaine sind Clairegoutte im Norden und Osten, Lomont im Süden sowie Magny-Jobert im Westen.

## Geschichte
Überreste eines gallorömischen Verkehrsweges und weitere Funde aus keltischer Zeit weisen auf eine frühe Besiedlung des Gebietes hin. Frédéric-Fontaine wurde am 16. Juli 1588 von Friedrich I. von Württemberg, Graf von Montbéliard, für protestantische Flüchtlinge aus Lothringen, der Champagne und der burgundischen Franche-Comté gegründet. Zu dieser Zeit figurierte der Ort unter dem Namen Friderichsbron. Während des Dreißigjährigen Krieges wurde das Dorf 1633 von Soldaten aus Lothringen verwüstet. Im 18. Jahrhundert wurden in Frédéric-Fontaine Angehörige der Täuferbewegung angesiedelt. Mit der Besetzung der Grafschaft Württemberg-Mömpelgard (Montbéliard) gelangte das Dorf 1793 endgültig in französische Hand. Heute ist Frédéric-Fontaine Mitglied des neun Ortschaften umfassenden Gemeindeverbandes Communauté de communes Rahin et Cherimont.

## Sehenswürdigkeiten
Protestantische Kirche, Mairie (Rathaus) und ehemalige Schule bilden zusammen ein Gebäude-Ensemble, das zu Beginn des 19. Jahrhunderts erbaut wurde.

## Bevölkerung
| Jahr                       | 1962 | 1968 | 1975 | 1982 | 1990 | 1999 | 2006 | 2018 |
| Einwohner                  | 163  | 162  | 183  | 188  | 190  | 182  | 231  | 254  |
| Quellen: Cassini und INSEE |      |      |      |      |      |      |      |      |

Mit 273 Einwohnern (1. Januar 2022) gehört Frédéric-Fontaine zu den kleinen Gemeinden des Départements Haute-Saône. Nachdem die Einwohnerzahl in der ersten Hälfte des 20. Jahrhunderts deutlich abgenommen hatte (1886 wurden noch 408 Personen gezählt), wurde seit Beginn der 1970er Jahre wieder ein leichtes Bevölkerungswachstum verzeichnet.

## Wirtschaft und Infrastruktur
Frédéric-Fontaine war bis weit ins 20. Jahrhundert hinein ein vorwiegend durch die Landwirtschaft (Ackerbau, Obstbau und Viehzucht) und die Forstwirtschaft geprägtes Dorf. Heute gibt es einige Betriebe des lokalen Kleingewerbes. In den letzten Jahrzehnten hat sich das Dorf zu einer Wohngemeinde gewandelt. Viele Erwerbstätige sind deshalb Wegpendler, die in den größeren Ortschaften der Umgebung und in der Agglomeration Belfort-Montbéliard ihrer Arbeit nachgehen.
Die Ortschaft ist verkehrstechnisch gut erschlossen. Sie liegt nahe der Departementsstraße D438, die von Lure nach Montbéliard führt und in diesem Bereich zur vierspurigen Schnellstraße ausgebaut ist. Weitere Straßenverbindungen bestehen mit Ronchamp und Andornay.